# Чжунсинсиньцунь
Чжунсинсиньцунь (кит. трад. 中興新村, пиньинь Zhōngxīng Xīncūn, буквально: «Новая деревня Чжунсин») — населённый пункт на острове Тайвань в уезде Наньтоу, бывшее место пребывания правительства провинции Тайвань Китайской Республики.

## История
Строительство населённого пункта началось в 1955 году. В 1956 году сюда переехали из Тайбэя органы власти провинции Тайвань Китайской республики, которые находились здесь вплоть до своего упразднения в 2018 году. В связи с тем, что правительство КНР не признаёт Китайской республики, на издаваемых в КНР картах столицей провинции Тайвань по-прежнему отмечался Тайбэй, а не Чжунсинсиньцунь.